# DNAグリコシラーゼ

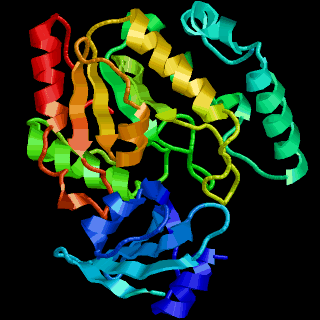
ウラシルDNAグリコシラーゼの構造。

DNAグリコシラーゼ（DNA glycosylase、EC 3.2.2.3）は、DNAのN-グリコシド結合を加水分解する酵素の総称で、塩基除去修復において傷害のある塩基をDNAから取り除く役割を担う。チミンDNAグリコシラーゼ、ウラシルDNAグリコシラーゼ、オキソグアニングリコシラーゼなど、傷害塩基の種類によってさまざまなものが存在する。反応の結果生じた塩基の無い部位(AP site)は、APエンドヌクレアーゼ、DNAリガーゼ等の塩基除去修復経路の下流の酵素によって処理される。
ウラシルDNAグリコシラーゼは、PCR産物間のコンタミネーションの防止のためにも使われている。この他、ヒトの解糖系での反応を触媒する酵素の1つで、4量体で活性を示すグリセルアルデヒド-3-リン酸デヒドロゲナーゼの単量体が、ヒトのウラシルDNAグリコシラーゼと同じ物であることが判明した。